# 韦塔瓦拉姆
韦塔瓦拉姆（Vettavalam），是印度泰米尔纳德邦Tiruvanamalai县的一个城镇。总人口13401（2001年）。

## 人口
该地2001年总人口13401人，其中男性6606人，女性6795人；0—6岁人口1513人，其中男742人，女771人；识字率66.78%，其中男性为75.33%，女性为58.47%。